# Futbol'nyj Klub Anži 2013-2014
Questa voce raccoglie le informazioni riguardanti il Futbol'nyj Klub Anži nelle competizioni ufficiali della stagione 2013-2014.

## Stagione
Dopo l'ottimo terzo posto della precedente stagione il campionato 2013-2014 dell'Anži si risolse in un completo fallimento: la squadra finì ultima, retrocedendo e tornando in seconda serie dopo 5 anni.
Anche in Coppa il cammino fu pessimo, immediatamente interrotto dall'Alanija Vladikavkaz, club di seconda serie.
In controtendenza fu il cammino in Europa League dove ripeté i risultati della precedente stagione: ammesso stavolta direttamente alla fase a gironi, fu collocato nel gruppo K con Tottenham, Sheriff Tiraspol e Tromsø, risultando, alla fine, seconda in classifica dietro agli inglesi.
Ai sedicesimi di finale incontrò i belgi del Genk che batté nel doppio confronto: nonostante lo 0-0 casalingo, infatti, vinse 2-0 in trasferta nella gara di ritorno. Furono gli olandesi dell'AZ Alkmaar ad eliminarli: dopo la sconfitta per 1-0 nei Paesi Bassi, l'Anži non andò oltre lo 0-0 casalingo.

## Rosa
| N. |                     | Ruolo | Calciatore            |
| -- | ------------------- | ----- | --------------------- |
| 1  | Russia (bandiera)   | P     | Evgenij Pomazan       |
| 2  | Russia (bandiera)   | D     | Andrej Eščenko        |
| 3  | Russia (bandiera)   | D     | Ali Gadžibekov        |
| 4  | Camerun (bandiera)  | D     | Benoît Angbwa         |
| 5  | Georgia (bandiera)  | D     | Gia Grigalava         |
| 6  | Moldavia (bandiera) | D     | Alexandru Epureanu    |
| 7  | Russia (bandiera)   | D     | Kamil' Agalarov       |
| 8  | Ucraina (bandiera)  | A     | Oleksandr Alijev      |
| 9  | Russia (bandiera)   | A     | Fëdor Smolov          |
| 9  | Camerun (bandiera)  | A     | Samuel Eto'o          |
| 13 | Russia (bandiera)   | D     | Rasim Tagirbekov      |
| 15 | Norvegia (bandiera) | D     | Vadim Demidov         |
| 16 | Armenia (bandiera)  | C     | Kaṙlen Mkrtčyan       |
| 17 | Russia (bandiera)   | C     | Šarif Muchammad       |
|    | Russia (bandiera)   | A     | Dinijar Biljaletdinov |

| N. |                       | Ruolo | Calciatore             |
| -- | --------------------- | ----- | ---------------------- |
| 20 | Russia (bandiera)     | C     | Vladimir Sobolev       |
| 22 | Russia (bandiera)     | P     | Michail Keržakov       |
| 25 | Uzbekistan (bandiera) | C     | Odil Ahmedov           |
| 27 | Russia (bandiera)     | P     | Mechti Jenetov         |
| 28 | Russia (bandiera)     | A     | Serder Serderov        |
| 30 | Russia (bandiera)     | A     | Aleksandr Bucharov     |
| 34 | Russia (bandiera)     | A     | Vladimir Bystrov       |
| 37 | Brasile (bandiera)    | D     | Ewerton                |
| 81 | Russia (bandiera)     | A     | Nikita Burmistrov      |
| 87 | Russia (bandiera)     | C     | Il'ja Maksimov         |
| 99 | Russia (bandiera)     | A     | Islamnur Abdulavov     |
|    | Russia (bandiera)     | A     | Šamil' Asil'darov      |
|    | Russia (bandiera)     | C     | Anvar Gazimagomedov    |
|    | Argentina (bandiera)  | A     | Gustavo Blanco Leschuk |

## Risultati

### Campionato

#### Girone di andata
| Arbitro: | Bezborodov (San Pietroburgo) |

|                      |           |                            |
| Eto'o 79’ Traoré 84’ | Marcatori | 63’ N'Doye 90’ Pavljučenko |

| Arbitro: | Karasëv (Mosca) |

|                                  |           |           |
| Solomatin 26’ Voronin 90’ (rig.) | Marcatori | 83’ Samba |

| Arbitro: | Arslanbekov (Mosca) |

|               |           |           |
| Vorob'jov 82’ | Marcatori | 59’ Eto'o |

| Arbitro: | Fedotov (Mosca) |

|  |           |           |
|  | Marcatori | 53’ Kanga |

| Arbitro: | Egorov (Saransk) |

|                                  |           |  |
| Širokov 25’ Hulk 43’ Ansaldi 73’ | Marcatori |  |

| Arbitro: | Lapochkin (San Pietroburgo) |

|             |           |                           |
| Ahmedov 45’ | Marcatori | 53’ Pereyra 74’ Wanderson |

| Arbitro: | Karasëv (Mosca) |

|                   |           |             |
| Aílton 87’ (rig.) | Marcatori | 33’ Ewerton |

| Arbitro: | Nizovtsev |

|                                   |           |                                     |
| Holenda 30’ Portnjagin 48’ (rig.) | Marcatori | 53’ (rig.) Solomatin 64’ Burmistrov |

| Arbitro: | Kazmenko (Rostov sul Don) |

|                        |           |                   |
| Bibilov 11’ Pucila 21’ | Marcatori | 22’ (aut.) Pucila |

| Mosca 25 settembre 2013, ore 20:30 10ª giornata | CSKA Mosca            | 0 – 0 referto | Anži | Arena Chimki (8.500 spett.)\| Arbitro: \| Meshkov (Novosinkovo) \| |
| Arbitro:                                        | Meshkov (Novosinkovo) |               |      |                                                                    |

| Arbitro: | Arslanbekov (Mosca) |

|                                  |           |                              |
| Gatagov 44’ (rig.) Solomatin 90’ | Marcatori | 65’ Kanunnikov 88’ Picuşceac |

| Arbitro: | Nikolaev (Mosca) |

|                                                                   |           |               |
| Wakaso 11’ Rjazancev 30’ Mukhametshin 70’ Azmoun 90’ Erëmenko 90’ | Marcatori | 85’ Abdulavov |

| Arbitro: | Ivanov (Rostov sul Don) |

|  |           |               |
|  | Marcatori | 27’ Movsisyan |

| Arbitro: | Egorov (Saransk) |

|                |           |  |
| Bucur 14’, 40’ | Marcatori |  |

| Arbitro: | Kazartsev (San Pietroburgo) |

|  |           |                |
|  | Marcatori | 90'+3’ Acevedo |

#### Girone di ritorno
| Arbitro: | Layushkin (Mosca) |

|               |           |  |
| Belorukov 82’ | Marcatori |  |

| Kaspijsk 24 novembre 2013, ore 19:15 17ª giornata | Anži            | 0 – 0 referto | Volga Nižnij Novgorod | Anži-Arena (5.700 spett.)\| Arbitro: \| Fedotov (Mosca) \| |
| Arbitro:                                          | Fedotov (Mosca) |               |                       |                                                            |

| Arbitro: | Karasëv (Mosca) |

|  |           |                         |
|  | Marcatori | 42’ Pančenko 74’ Komkov |

| Kaspijsk 7 dicembre 2013, ore 13:00 19ª giornata | Anži            | 0 – 0 referto | Kuban' | Anži-Arena (10.400 spett.)\| Arbitro: \| Sergej Kuznecov \| |
| Arbitro:                                         | Sergej Kuznecov |               |        |                                                             |

| Arbitro: | Aleksey Eskov |

|                        |           |  |
| Aleksandr Bukharov 83’ | Marcatori |  |

| Arbitro: | Sergey Lapochkin |

|                                       |           |                                               |
| Tino Costa 20’ José Manuel Jurado 23’ | Marcatori | 52’ Alexandru Epureanu 90'+5’ Serder Serderov |

| Arbitro: | Vitali Meshkov |

|  |           |                                                      |
|  | Marcatori | 26’ Seydou Doumbia 51’ Seydou Doumbia 76’ Ahmed Musa |

| Arbitro: | Aleksey Nikolaev |

|                                           |           |                        |
| Spartak Gogniev 10’ Aleksandr Erokhin 40’ | Marcatori | 85’ Alexandru Epureanu |

| Arbitro: | Mikhail Vilkov |

|                                                                                  |           |  |
| Aleksandr Bukharov 11’ Fedor Smolov 30’ Serder Serderov 66’ Makhach Gadzhiev 82’ | Marcatori |  |

| Mosca 13 aprile 2014, ore 11:30 25ª giornata | Lokomotiv Mosca | 0 – 0 referto | Anži | RŽD Arena (11.499 spett.)\| Arbitro: \| Egorov \| |
| Arbitro:                                     | Egorov          |               |      |                                                   |

| Arbitro: | Aleksey Nikolaev |

|                  |           |                             |
| Fedor Smolov 29’ | Marcatori | 9’ Salomón Rondón 62’ Danny |

| Arbitro: | Sergey Lapochkin |

|                         |           |                           |
| Artem Dzyuba 22’ (rig.) | Marcatori | 80’ Diniyar Bilyaletdinov |

| Arbitro: | Sergej Ivanov |

|                                                                 |           |  |
| Vladimir Bystrov 6’ Gia Grigalava 33’ Diniyar Bilyaletdinov 60’ | Marcatori |  |

| Arbitro: | Vladislav Bezborodov |

|                      |           |  |
| Andreas Granqvist 6’ | Marcatori |  |

| Arbitro: | Aleksey Eskov |

|  |           |                   |
|  | Marcatori | 58’ Artem Deljkin |

### Coppa di Russia
| Arbitro: | Igor Fedotov (Mosca) |

|            |           |  |
| Bakaev 57’ | Marcatori |  |

### Europa League
| Tiraspol 19 settembre 2013, ore 22:05 1ª giornata | Sheriff Tiraspol | 0 – 0 referto | Anži | Stadionul Sheriff\| Arbitro: \| Kelly \| |
| Arbitro:                                          | Kelly            |               |      |                                          |

| Arbitro: | Yıldırım |

|  |           |                      |
|  | Marcatori | 34’ Defoe 39’ Chadli |

| Arbitro: | Gediminas Mažeika |

|                |           |  |
| Burmistrov 19’ | Marcatori |  |

| Arbitro: | Danny Makkelie |

|  |           |                 |
|  | Marcatori | 90+4’ Mkrtchyan |

| Arbitro: | Libor Kovařík |

|              |           |         |
| Epureanu 59’ | Marcatori | 52’ Isa |

| Arbitro: | Stefan Johannesson |

|                                       |           |             |
| Soldado 7’, 16’ 70’ (rig.) Holtby 54’ | Marcatori | 44’ Ewerton |

| Ramenskoye 20 febbraio 2014, ore 18:00 Sedicesimi d finale - Andata | Anži       | 0 – 0 referto | Genk | Saturn Stadium (3 168 spett.)\| Arbitro: \| Alon Yefet \| |
| Arbitro:                                                            | Alon Yefet |               |      |                                                           |

| Arbitro: | Manuel Gräfe |

|  |           |                                 |
|  | Marcatori | 64’ (aut.) Tshimanga 71’ Alijev |

| Arbitro: | Daniele Orsato |

|                       |           |  |
| Jóhannsson 31’ (rig.) | Marcatori |  |

| Ramenskoye 20 marzo 2014, ore 18:00 Ottavi di finale - Ritorno | Anži          | 0 – 0 referto | AZ Alkmaar | Saturn Stadium\| Arbitro: \| Craig Thomson \| |
| Arbitro:                                                       | Craig Thomson |               |            |                                               |